# مرقد هاشم
مرقد هاشم (بالفارسية: امامزاده هاشم) هو مرقد شيعي تاريخي يعود إلى السلالة الصفوية، ويقع في مقاطعة أمل في محافظة مازندران. 